# Impierator
Impierator ros. Император – statek pasażerski oraz okręt służący w marynarkach wojennych Imperium Rosyjskiego, obu stron rosyjskiej wojny domowej (jako Priezidient), Republiki Estońskiej (jako Vanemuine), ZSRR (jako Issa) oraz III Rzeszy (pod estońską nazwą). Brał udział w obu wojnach światowych i wojnie estońsko-bolszewickiej działając na wodach jeziora Pejpus. Kilkakrotnie zatopiony, zezłomowany po 1953 roku.

## Budowa i opis techniczny
Parowiec został wybudowany w 1914 roku przez stocznię A. Alhström w Warkaus jako statek pasażerski W celu wodowania kadłub przewieziono koleją do Jurjewa .
Statek miał 37,8–38 metrów długości całkowitej (na linii wodnej 35,6–36,1 metra), szerokość 6,2–6,3, zanurzenie 1,9 metra (1,64 bez obciążenia ). Wyporność jednostki to według Ehlersa 264 (pełna) i 200 (normalna) ton, podczas gdy Vercamer podaje liczbę 175, a Smirnow 291 ton . Kadłub (w tym pokład) stalowy, nitowany. Nadbudówka drewniana .
Napęd stanowiły dwie sprzężone maszyny parowe o dwóch cylindrach zasilane przez jeden kocioł opalany drewnem, którego zapas wynosił 50 m³. Moc siłowni wynosiła 300 (lub 406) KM, co dawało prędkość maksymalną 10 (lub 9) węzłów. Przy 9 węzłach zasięg pływania wynosił 220 mil morskich. Inne dane dotyczące maszynowni statku przedstawia Smirnow. Według niego „Impierator” napędzany był pojedynczą maszyną parową o mocy 208 KM, która opalana była węglem. Jego zapas miał pozwalać na przepłynięcie 300 mil morskich . Statek miał dwie śruby .
Początkowym uzbrojeniem okrętu były dwa działa kalibru 75 mm uzupełnione dwoma karabinami maszynowymi Maxim (kaliber 7,62 mm).

## Służba
Pod nazwą „Impierator Aleksandr III” (ros. „Император Александр III”, czyli Cesarz Aleksander III Romanow)  użytkowany w żegludze pasażerskiej na jeziorze Czudzkim  przez Liflandzką Kompanię Żeglugową, której był własnością.  W sierpniu 1915 roku został zarekwirowany przez Marynarkę Wojenną Imperium Rosyjskiego, która rozpoczęła uzbrajanie jednostki, już pod skróconą nazwą „Impierator”.
Po zakończeniu przeprowadzanego w Pskowie  uzbrajania „Impierator” został 9 września 1915 roku wcielony do Czudzkiej Flotylli Wojennej, która formalnie utworzona została 6 dni później. Cywilna załoga jednostki rozpoczęła przeszkolenie wojskowe, otrzymała również umundurowanie. W jej skład po mobilizacji wchodziło 27 osób (bosmanmat, 2 sterników i działonowych, sygnalista, sanitariusz, kuk, saper, 6 palaczy i 12 innych marynarzy). Dowódcą jednostki mianowany został lejtnant W. Moczulski. W 1916 roku okręt został wycofany do rezerwy, a w roku 1917 przeszedł remont . Po rewolucji lutowej nazwa „Impierator” nie była już stosowna, więc została 16 czerwca (lub 23 kwietnia) 1917 roku zmieniona na „Priezidient” (ros. „Президент”). Po rewolucji październikowej przejęty przez bolszewików (26 października).
Wieczorem 28 października 1918 roku oficer D. Nielidow wyprowadził z bazy „Priezidienta”, „Narodnika” i „Dielfina” i przekazał okręty Białym. 20 grudnia okręty zostały przejęte przez bolszewików podczas ich ofensywy na rzekę Emajõgi. Odbitych jednostek nie przebazowano i wraz ze zdobyciem Tartu przez kontrofensywę estońską 14 (lub 4) stycznia 1919 roku okręty wpadły w ręce narodowych sił Estonii. Jeszcze w tym samym miesiącu wszedł on jako jednostka flagowa do nowo utworzonego Dywizjonu Kanonierek Jeziora Pejpus. Zaewidencjonowano go pod nazwą „Wanemuine”, po reformie języka estońskiego zapisywana jako „Vanemuine”. Nazwa ta odnosiła się do boga tańca, muzyki i zabawy z estońskiego narodowego eposu Kalevipoeg. W maju 1919 roku przebazowany wraz z całym dywizjonem do ujścia Emajõgi. Wspierał ogniem artyleryjskim postępy Korpusu Północnego w rejonie Skamja-Gdow, a następnie działał w rejonie Podborowje-Ostrowcy. Przebazowany do Pskowa 26 maja. Letnie miesiące 1919 roku spędził na transporcie między Pskowem, Tartu, a Gdowem. Ewakuował z Pskowa między innymi dowództwo 2. estońskiej Dywizji Piechoty, członków Duńskiego Czerwonego Krzyża, dyplomatów i uchodźców. We wrześniu wziął udział w działaniach przeciwko bolszewickim posterunkom we wsiach Pniewo, Puczkowo i Sosinica. W październiku odbyło się pozorowane natarcie sił estońskich na Psków, które „Wanamuine” wspierał ogniem artyleryjskim. W trakcie operacji – 17 października – znajdujący się w ujściu rzeki Wielikaja okręt został trafiony ogniem artyleryjskim prowadzonym z brzegu. Spowodowało to śmierć jednego z załogantów i ranienie czterech kolejnych. Kanonierkę wyremontowano w Tartu, nie wzięła już jednak dalszego udziału w wojnie o niepodległość .
Po zakończeniu działań wojennych została rozbrojona. Od 23 lutego 1920 do 1931 roku statek podlegał Ministerstwu Handlu i Przemysłu, które wykorzystywało go do transportu ludzi i towarów. Ministerstwo przez pewien czas dzierżawiło jednostkę firmie Kutteveo . W 1931 roku został uzbrojony w trzy działa kalibru 47 mm – był to bowiem maksymalny kaliber dopuszczony dla okrętów jeziornych przez warunki układu pokojowego z Tartu – i powrócił do Dywizjonu. W 1933 roku został przeniesiony do rezerwy.
W wyniku zajęcia Estonii przez ZSRR „Vanemuine” został 13 sierpnia 1940 roku przejęty przez władze radzieckie. Był wykorzystywany jako okręt szkolny w Czudzkiej Flotylli Wojennej. Od 22 marca 1941 roku nosił imię „Issa” (ros. „Исса”). Z powodu agresji niemieckiej na ZSRR został 30 czerwca 1941 roku przeklasyfikowany na kanonierkę – uzbrojono go w dwa działa przeciwlotnicze kalibru 76 mm Lendera zdemontowane z krążownika „Aurora” oraz dwa karabiny maszynowe. Bazował u ujścia Rannapungerji. Wraz z kanonierkami „Narowa” i „Embach” 20 lipca ostrzeliwał wojska niemieckie w okolicy wsi Mustvee. Tam też został 22 lipca zaatakowany przez Luftwaffe – atak przeprowadzały prawdopodobnie samoloty Messerschmitt Bf 110 z II/ZG 26. Zginęło wielu marynarzy, zaś uszkodzenia były na tyle poważne, że załoga 11 sierpnia zatopiła „Issę” w ujściu Rannapungerji.
Okręt został podniesiony z dna przez Niemców we wrześniu 1941 roku. Przywrócono mu estońską nazwę „Vanemuine” i wcielono do niemieckiej Floty Jeziora Pejpus. Pływał pod banderą Służby Rzeszy, był wykorzystywany głównie do transportu wojska. W sierpniu 1944 roku został zatopiony przez lotnictwo ZSRR. Jednostka została podniesiona po wojnie i następnie zezłomowana (po 1953 roku) ze względu na zbyt poważne uszkodzenia.